# Seiffen
Seiffen (oficiálně Kurort Seiffen) je obec v německé spolkové zemi Sasko. Nachází se v zemském okrese Krušné hory a má přibližně 2 000 obyvatel. Leží v Krušných horách zhruba 60 kilometrů jižně od města Chemnitz těsně za česko-německou hranicí. Obec je známa především díky produkci tradičních krušnohorských hraček a ukázkovým dílnám.

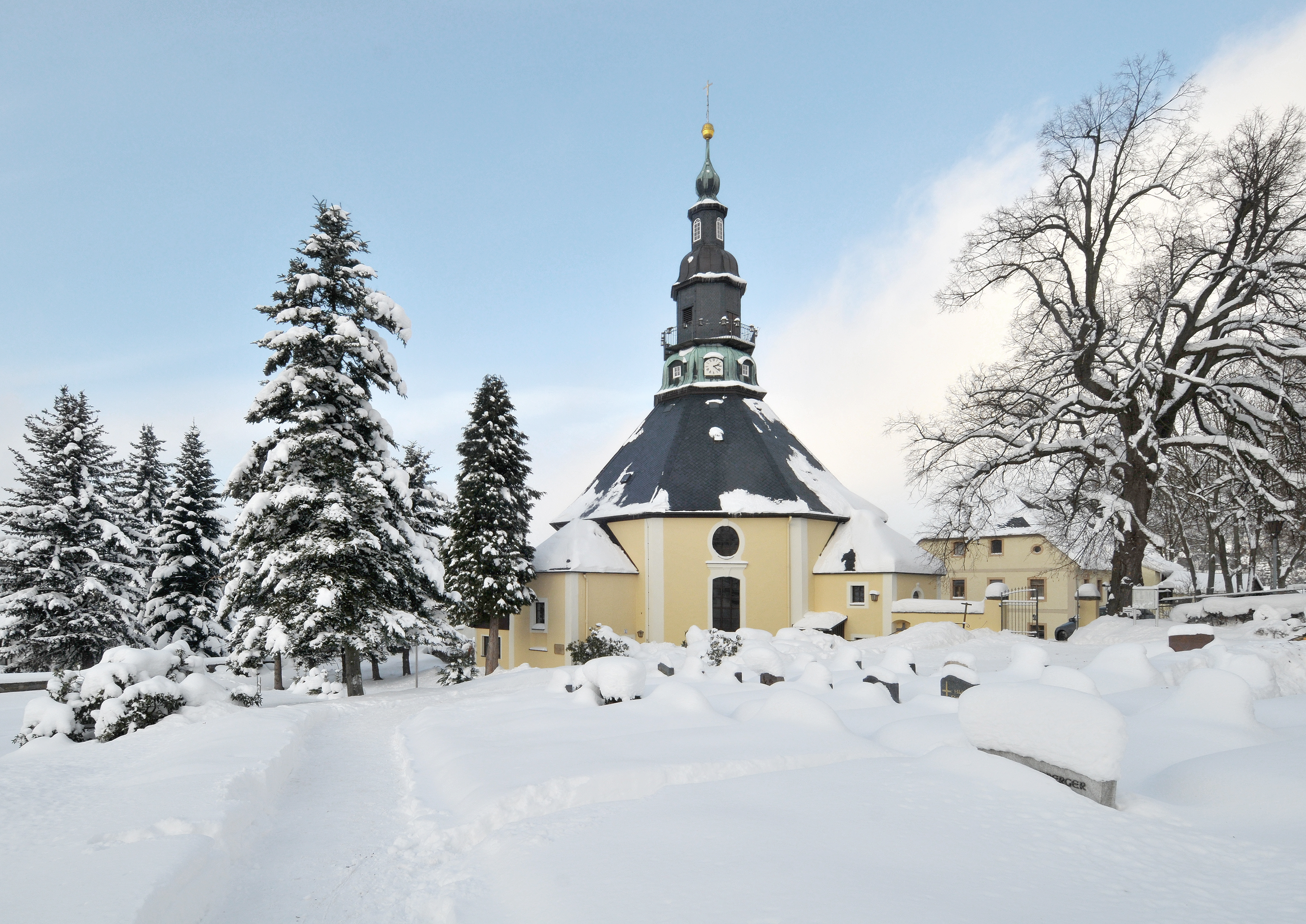
Kostel v Seiffenu

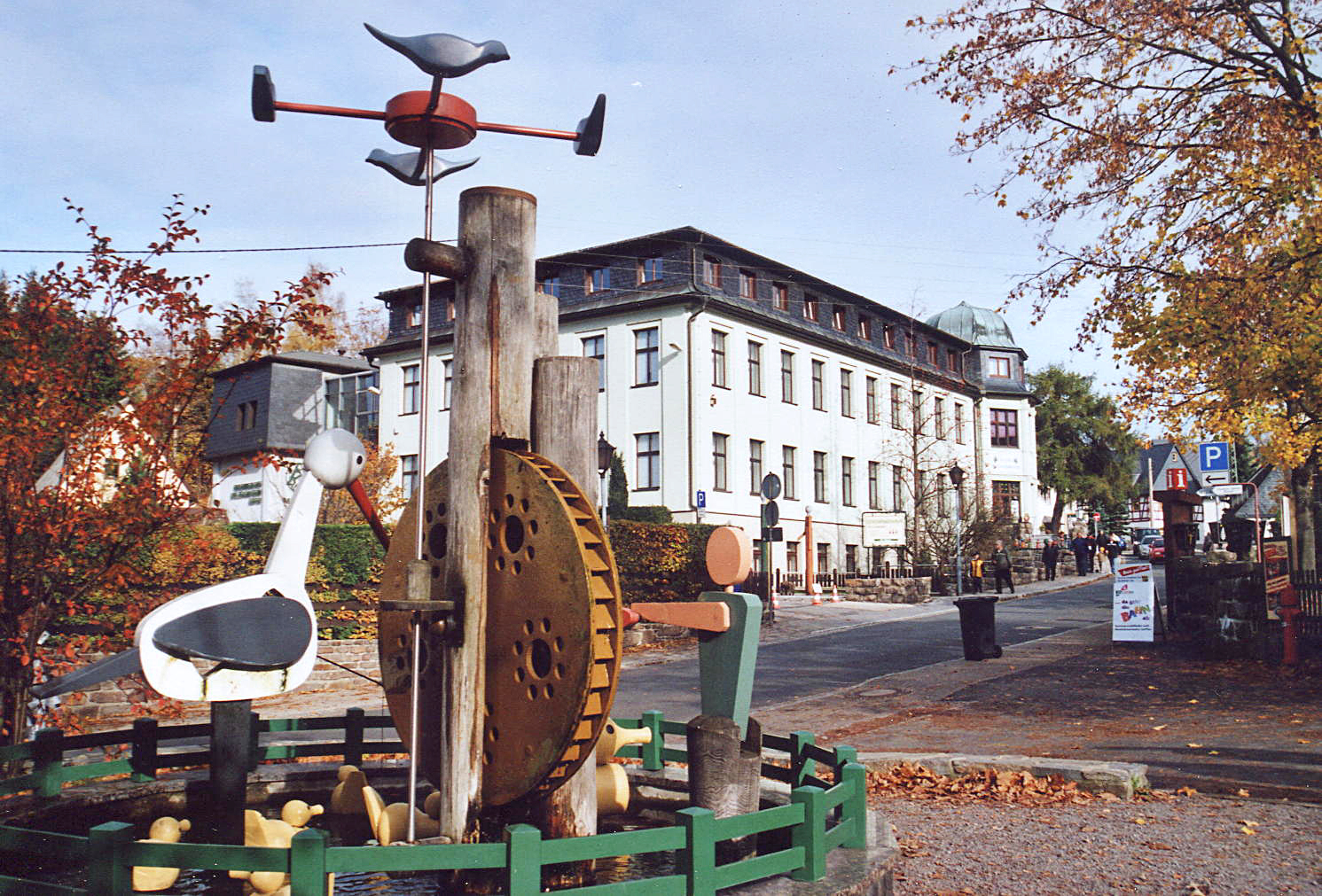
Muzeum hraček

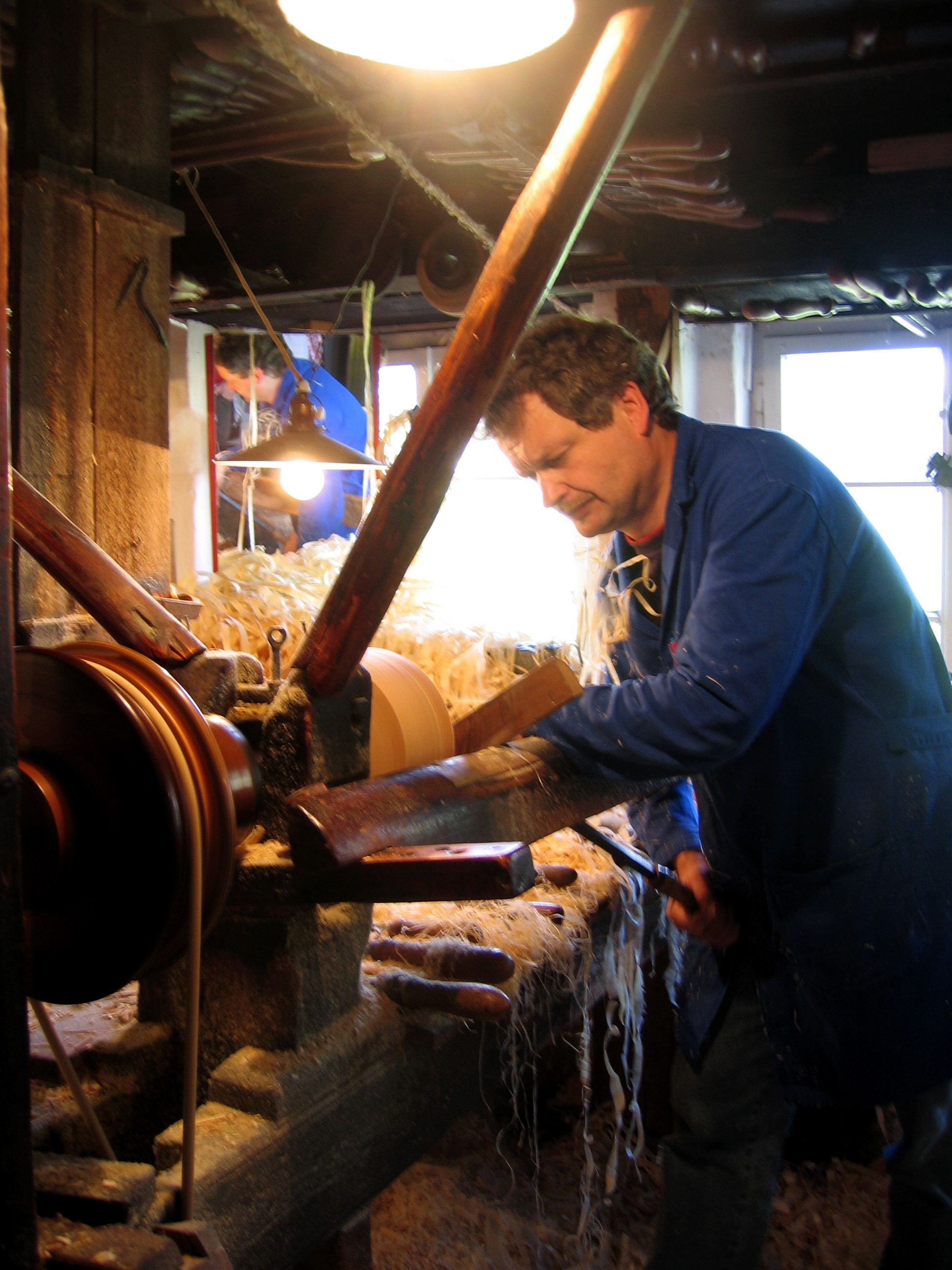
Ukázka „reifendrehen“ v muzeu

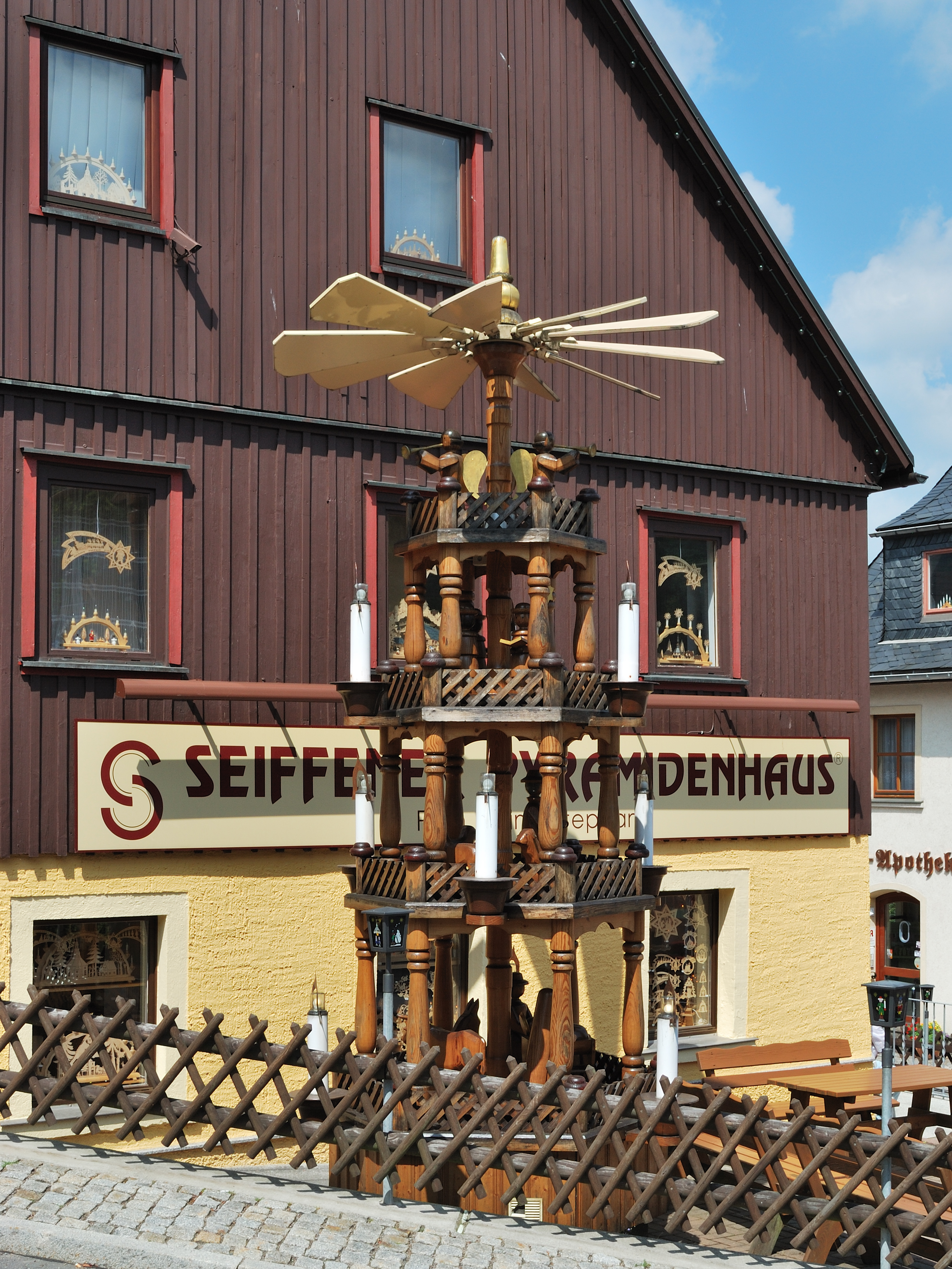
Seiffenský „Pyramidenhaus“, jedna z mnoha prodejen lidového krušnohorského umění

## Historie
První písemná zmínka o místě pochází z roku 1324, kdy byla oblast nazvána „Cynsifen“, což úzce souviselo s tehdy používanou metodou získávání cínu. V té době byla hornina „vymydlována“ („ausseifen“), v podstatě vymývána, čímž z ní bylo možné získat cín v podobě krup a zrn. Teprve později byla hornina těžena v celku. Roku 1451 se poprvé objevuje jméno „czyn Syffen.“ K roku 1486 zde stálo již 13 domů s 65 obyvateli. K roku 1551 je doloženo 14 usedlíků, vlastnících domy, a dalších 58 obyvatel. Roku 1600 zde došlo vzhledem ke stoupajícímu významu těžby rudy ke zřízení sídla důlmistra s horním úřadem. Roku 1620 byla poprvé zmíněna škola. Od roku 1625 se v obci usazovali čeští exulanti (viz odst. Heidelberg).
V letech 1776–1779 byl vystavěn osmiboký kostel, který je v současnosti jedním ze znaků obce.
Od druhé poloviny 18. století se v Seiffenu rychle rozvíjela produkce hraček a jiného dřevěného zboží. V 80. letech 18. století je v obci doloženo 40 soustružníků, v téže době započal i obchod se zámořím, kam byly vyváženy seiffenské výrobky. K roku 1810 je poprvé zmíněna dodnes používaná metoda místní výroby dřevěných hraček – tzv. Reifendrehen – „obručové soustružení“ na speciálním zařízení, při kterém dojde k vytvoření dřevěné obruče, jež má obrys požadovaného produktu, např. zvířátka apod. Obruč se poté nařeže na jednotlivé díly, které se mohou dále opracovat, nabarvit apod. V roce 1852 byla v Seiffenu zřízena státní odborná škola pro obor hračkářství. Celkový vývoj byl pak završen založením Hospodářského spolku krušnohorských výrobců dřevěných hraček roku 1919. Od roku 1956 nese obec oficiální označení Kurort Seiffen. Továrna na výrobu dřevěných hraček a vánočních předmětů Seiffener Volkskunst byla založena jako lidové družstvo v roce 1958.

## Heidelberg (Seiffen)
Do Seiffenu byla dne 1. dubna 1939 začleněna vesnice Heidelberg, která byla součástí farnosti Seiffen už od roku 1833.
Vesnici Heidelberg (Seiffen) založili exulanti, kteří uprchli do Seiffenu z rekatolizovaných Čech v průběhu třicetileté války a jejichž populace se v Seiffenu v průběhu let značně zvýšila. V roce 1656 si šest exulantských rodin koupilo řídký les s vřesovištěm od Caspara Heinricha von Schönberga z Purschensteina. Hospodáři pak vykáceli les, vytrhali pařezy a za dva roky založili vesnici, jejíž jméno Heidelberg se ustálilo kolem roku 1670. Prvním obyvatelem a rychtářem byl Elias Leonhardt, řemenář z Čech, který žil v Seiffenu od roku 1625. V celé této oblasti si místní dřevorubci v 60. letech 17. století začali přivydělávat výrobou dřevěného nádobí, knoflíků či vřeten. Základy k pozdější hračkářské výrobě položila rozvětvená exulantská rodina Lorenzova. V roce 1680 žilo ve vsi 21 rodin exulantů či jejich potomků.
K farnosti Seifen patřil zpočátku i exulanty založený Deutschneudorf.

## Pamětihodnosti, přírodní zajímavosti
- pinka
- Schwartenberg – 789 m, jedna z nejvyšších hor východního Krušnohoří
- letní bobová dráha
- Heidengraben – umělý příkop, založený v 16. století pro účely těžby
- Seiffenský kostel – pozdně barokní osmiboký kostel z druhé poloviny 18. století

## Muzea
- Krušnohorské muzeum hraček Seiffen (Erzgebirgisches Spielzeugmuseum Seiffen) – Otevřeno roku 1953. Ukazuje vývoj krušnohorské produkce hraček od hornických kořenů až do doby, kdy se zdejší hračky staly světoznámým vývozním artiklem. Od roku 1973 je k muzeu přičleněno i muzeum divadla v přírodě, jehož výstavní prostory dokumentují na základě materiálů a předmětů z různých domků a dílen všední život v Krušnohoří v proměnách posledních staletí.

- Soukromé muzeum „Svět hraček Max Hetze Seiffen“ (Spielzeugland Max Hetze Seiffen) – V nejstarším hračkářském obchodě v obci bylo k jeho 125. narozeninám zřízeno roku 1991 muzeum, které ukazuje stovky exponátů z místní produkce za posledních sto let, které se zachovaly ve skladech.

## Turismus – trasy
Přes Seiffen vede Evropská turistická trasa E3, Mezinárodní horská turistická trasa Eisenach-Budapešť a Turistická stezka německé jednoty (Cáchy-Zhořelec). Poblíž vesnice leží kemp.

## Pravidelné akce
- Krušnohorský bikemaraton – Pořádán od roku 1993. Jde o první v Německu pořádaný závod horských kol. Roku 2005 se ho účastnilo kolem 1300 závodníků.
- Vánoční trh – koná se každoročně od roku 1990 o adventu. K jednomu z jeho vrcholů patří slavnostní zahájení v sobotu před 1. adventní nedělí s hornickým průvodem. Dalším vrcholem je 3. adventní neděle s velkou přehlídkou hornických spolků ze všech možných koutů Krušnohoří (Freiberg, Annaberg, Olbernhau).

## Hospodářství
Hospodářská struktura obce je v současné době určována především turistickým ruchem, jenž je úzce spjat s výrobou tradičních krušnohorských výrobků.
V rámci Krušnohoří je Seiffen centrálním místem výroby dřevěných hraček, díky čemuž bývá tato oblast nazývána „hračkářským trojúhelníkem“. Přes 140 řemeslných podniků a výrobců tradičních produktů se zde sjednotilo v Družstvu soustružníků, sochařů, tesařů a výrobců hraček. Výroba lidových produktů probíhá především v menších dílnách či rodinných a řemeslných podnicích. Některé podniky čítají ale až několik desítek zaměstnanců, jako např. podnik „Erzgebirgische Volkskunst Richard Glässer GmbH Seiffen“, zaměstnávající na 100 lidí.
Produkce a prodej tradičních výrobků výrazně určují i vzhled obce. Podél hlavní ulice jsou všude k nalezení početné ukázkové dílny s obchůdky. Během adventu zavítá do Seiffenu každý víkend až 30 tisíc lidí. Krušnohorské muzeum hraček Seiffen navštíví každý rok okolo 50 tisíc lidí.
Turismus zaznamenal mezi lety 2000–2009 značný úbytek. I nadále však zůstává hlavním zdrojem příjmů a celkový počet přenocování převyšoval roku 2009 průměr krušnohorské správní oblasti až pětinásobně.